# 소아린
소아린(2004년 11월 5일 ~ )은 대한민국의 모델이자 배우이다.

## 출연 작품

### 드라마
- 2019년 ~ 2020년 tvN 월화 미니시리즈 《블랙독》
- 2020년 네이버 TV 웹 드라마 《페어링, 네 마음이 들려》 ... 이정심 역
- 2021년 네이버 TV 웹 드라마 《아이:러브:디엠》
- 2021년 SBS 월화 미니시리즈 《라켓소년단》
- 2021년 tvN 수목 미니시리즈 《멜랑꼴리아》
- 2021년 KBS2 드라마 스페셜 《셋》
- 2023년 JTBC 주말 미니시리즈 《닥터 차정숙》 ... 최은서 역
- 2023년 tvN 단막극 《O'PENing - 여름 감기》 … 강하연 역

### 영화
- 2023년 《너와 나》 ... 선영 역